# Tesserodon erratum
Tesserodon erratum är en skalbaggsart som beskrevs av Ross Storey 1991. Tesserodon erratum ingår i släktet Tesserodon och familjen bladhorningar. Inga underarter finns listade i Catalogue of Life.